# Йонк, Вим
Вилхелмюс Мария (Вим) Йонк (нидерл. Wilhelmus Maria "Wim" Jonk; род. 12 октября 1966, Волендам, Северная Голландия) — нидерландский футболист, полузащитник; тренер.

## Биография

### Клубная карьера
Вим Йонк начал свою футбольную карьеру в любительском клубе в своём родном городе Волендам, в клубе «РКАВ Волендам». В 1986 году в возрасте 20 лет Вим попал в главный клуб своего города «Волендам», который выступал во втором нидерландском дивизионе. В своём первом сезоне выступая на позиции центрального полузащитника Вим забил 23 мяча в 36 матчах, во многом благодаря Виму, клуб вернулся в высший дивизион Нидерландов. В сезоне 1987/1988 Вим отличился всего пятью мячами в 23 матчах.
В 1988 году Йонк перешёл амстердамский «Аякс», скауты которого наблюдали за прогрессом Вима, и посоветовали клубу что нужно скорее приобрести этого талантливого игрока. В «Аяксе» Вим легко вписался в основной состав, забив в первом же сезоне 6 мячей в 17 матчах чемпионата Нидерландов 1988/1989, и став чемпионом Нидерландов. В 1992 году Йонк стал обладателем кубка Нидерландов и кубка УЕФА.
В финальном двухматчевом противостоянии за кубок УЕФА, первый матч которого проходил в Италии на стадионе «Делле Альпи» в городе Торино, «Аякс» встретился с клубом «Торино». Вим забил первый мяч в матче за «Аякс» на 14 минуте, а второй мяч за «Аякс» забил Стеффан Петтерсон на 73 мин. с пенальти, но усилиями игрока «Торино» Вальтера Касагранде итальянский клуб сумел уйти от поражения, сведя матч в ничью 2:2. Во втором матче в Амстердаме, «Аякс» сумел отстоять ничью и стал обладателем кубка УЕФА, благодаря двум забитым мячам в гостях. Всего в составе «Аякса» Вим провёл 96 матчей и забил 18 мячей.
В 1993 году Вим вместе со своим партнёром по «Аяксу» Деннисом Бергкампом перешёл в миланский «Интер». «Интер» надеялся именно на нидерландского полузащитника, так как до него в «Милане» в конце 1980-х и в начале 1990-х выступали его соотечественники Марко ван Бастен, Франк Райкаард и Рууд Гуллит. Однако в «Интере» Йонк не блистал своей игрой, за два сезона в 54 матчах Вим забил всего 8 мячей, однако в составе «нерадзурри» в сезоне 1993/94 Вим стал обладателем ещё одного кубка УЕФА, забив единственный гол в ответной встрече в финальном двухматчевом противостоянии на «Стадио Джузеппе Меацца» (само противостояние с «Казино Зальцбург» закончилось со счётом 2:0). В 1995 году Вим покинул Италию и вернулся в Нидерланды, где подписал контракт в «ПСВ» из Эйндховена.

### Карьера в сборной
В национальной сборной Нидерландов Йонк дебютировал 27 мая 1992 года в матче против сборной Австрии выйдя на замену на 75 минуте, матч завершился победой нидерландцев со счётом 3:2. В своей второй игре за сборную 30 мая 1992 года, Йонк выйдя на замену на 73 минуте матча, смог забить гол ворота сборной Уэльса, Нидерланды победили со счётом 4:0.
Йонк участвовал на Чемпионате Европы 1992 года, на котором его сборная дошла до полуфинала, но уступила сборной Дании в серии пенальти со счётом 5:4. Вим так же выступал в составе сборной Нидерландов на Чемпионате Мира 1994 и 1998 года. Всего Вим Йонг провёл за сборную 49 матчей и забил 11 мячей.

### Тренерская карьера
После завершения игровой карьеры Вим работал аналитиком в спортивной программе «Студия Спорт». Позже Вим тренировал юношеский состав «Волендама», он так же входил в состав технического комитета клуба, а позже в состав совета директоров, решая в основном технические вопросы. Вим так же работал одним из тренеров в «Аяксе».

## Статистика

### Матчи Йонка за сборную Нидерландов
| Матчи Йонка за сборную Нидерландов | Матчи Йонка за сборную Нидерландов | Матчи Йонка за сборную Нидерландов | Матчи Йонка за сборную Нидерландов | Матчи Йонка за сборную Нидерландов | Матчи Йонка за сборную Нидерландов |
| ---------------------------------- | ---------------------------------- | ---------------------------------- | ---------------------------------- | ---------------------------------- | ---------------------------------- |
| №                                  | Дата                               | Соперник                           | Счёт                               | Голы Йонка                         | Соревнование                       |
| 1                                  | 27 мая 1992                        | Австрия                            | 3:2                                | —                                  | Товарищеский матч                  |
| 2                                  | 30 мая 1992                        | Уэльс                              | 4:0                                | 1                                  | Товарищеский матч                  |
| 3                                  | 5 июня 1992                        | Франция                            | 1:1                                | —                                  | Товарищеский матч                  |
| 4                                  | 12 июня 1992                       | Шотландия                          | 1:0                                | —                                  | Чемпионат Европы 1992              |
| 5                                  | 14 октября 1992                    | Польша                             | 2:2                                | —                                  | Чемпионат мира 1994 (отбор)        |
| 6                                  | 16 декабря 1992                    | Турция                             | 3:1                                | —                                  | Чемпионат мира 1994 (отбор)        |
| 7                                  | 24 февраля 1993                    | Турция                             | 3:1                                | —                                  | Чемпионат мира 1994 (отбор)        |
| 8                                  | 9 июня 1993                        | Норвегия                           | 0:0                                | —                                  | Чемпионат мира 1994 (отбор)        |
| 9                                  | 22 сентября 1993                   | Сан-Марино                         | 7:0                                | 2                                  | Чемпионат мира 1994 (отбор)        |
| 10                                 | 19 января 1994                     | Тунис                              | 2:2                                | —                                  | Товарищеский матч                  |
| 11                                 | 23 марта 1994                      | Шотландия                          | 1:0                                | —                                  | Товарищеский матч                  |
| 12                                 | 20 апреля 1994                     | Ирландия                           | 0:1                                | —                                  | Товарищеский матч                  |
| 13                                 | 27 мая 1994                        | Шотландия                          | 3:1                                | —                                  | Товарищеский матч                  |
| 14                                 | 1 июня 1994                        | Венгрия                            | 7:1                                | —                                  | Товарищеский матч                  |
| 15                                 | 12 июня 1994                       | Канада                             | 3:0                                | —                                  | Товарищеский матч                  |
| 16                                 | 20 июня 1994                       | Саудовская Аравия                  | 2:1                                | 1                                  | Чемпионат мира 1994                |
| 17                                 | 25 июня 1994                       | Бельгия                            | 0:1                                | —                                  | Чемпионат мира 1994                |
| 18                                 | 29 июня 1994                       | Марокко                            | 2:1                                | —                                  | Чемпионат мира 1994                |
| 19                                 | 4 июля 1994                        | Ирландия                           | 2:0                                | 1                                  | Чемпионат мира 1994                |
| 20                                 | 9 июля 1994                        | Бразилия                           | 2:3                                | —                                  | Чемпионат мира 1994                |
| 21                                 | 7 сентября 1994                    | Люксембург                         | 4:0                                | 1                                  | Чемпионат Европы 1996 (отбор)      |
| 22                                 | 12 октября 1994                    | Норвегия                           | 1:1                                | —                                  | Чемпионат Европы 1996 (отбор)      |
| 23                                 | 16 ноября 1994                     | Чехия                              | 0:0                                | —                                  | Чемпионат Европы 1996 (отбор)      |
| 24                                 | 14 декабря 1994                    | Люксембург                         | 5:0                                | 1                                  | Чемпионат Европы 1996 (отбор)      |
| 25                                 | 18 января 1995                     | Франция                            | 0:1                                | —                                  | Товарищеский матч                  |
| 26                                 | 22 февраля 1995                    | Португалия                         | 0:1                                | —                                  | Товарищеский матч                  |
| 27                                 | 29 марта 1995                      | Мальта                             | 4:0                                | —                                  | Чемпионат Европы 1996 (отбор)      |
| 28                                 | 26 апреля 1995                     | Чехия                              | 1:3                                | 1                                  | Чемпионат Европы 1996 (отбор)      |
| 29                                 | 7 июня 1995                        | Беларусь                           | 0:1                                | —                                  | Чемпионат Европы 1996 (отбор)      |
| 30                                 | 31 августа 1996                    | Бразилия                           | 2:2                                | —                                  | Товарищеский матч                  |
| 31                                 | 5 октября 1996                     | Уэльс                              | 3:1                                | —                                  | Чемпионат мира 1998 (отбор)        |
| 32                                 | 9 ноября 1996                      | Уэльс                              | 7:1                                | 1                                  | Чемпионат мира 1998 (отбор)        |
| 33                                 | 14 декабря 1996                    | Бельгия                            | 3:0                                | 1                                  | Чемпионат мира 1998 (отбор)        |
| 34                                 | 26 февраля 1997                    | Франция                            | 1:2                                | —                                  | Товарищеский матч                  |
| 35                                 | 29 марта 1997                      | Сан-Марино                         | 4:0                                | —                                  | Чемпионат мира 1998 (отбор)        |
| 36                                 | 2 апреля 1997                      | Турция                             | 0:1                                | —                                  | Чемпионат мира 1998 (отбор)        |
| 37                                 | 30 апреля 1997                     | Сан-Марино                         | 6:0                                | —                                  | Чемпионат мира 1998 (отбор)        |
| 38                                 | 4 июня 1997                        | ЮАР                                | 2:0                                | —                                  | Товарищеский матч                  |
| 39                                 | 6 сентября 1997                    | Бельгия                            | 3:1                                | —                                  | Чемпионат мира 1998 (отбор)        |
| 40                                 | 21 февраля 1998                    | США                                | 2:0                                | —                                  | Товарищеский матч                  |
| 41                                 | 24 февраля 1998                    | Мексика                            | 3:2                                | 1                                  | Товарищеский матч                  |
| 42                                 | 5 июня 1998                        | Нигерия                            | 5:1                                | —                                  | Товарищеский матч                  |
| 43                                 | 13 июня 1998                       | Бельгия                            | 0:0                                | —                                  | Чемпионат мира 1998                |
| 44                                 | 20 июня 1998                       | Республика Корея                   | 5:0                                | —                                  | Чемпионат мира 1998                |
| 45                                 | 25 июня 1998                       | Мексика                            | 2:2                                | —                                  | Чемпионат мира 1998                |
| 46                                 | 4 июля 1998                        | Аргентина                          | 2:1                                | —                                  | Чемпионат мира 1998                |
| 47                                 | 7 июля 1998                        | Бразилия                           | 1:1 (2:4 пен.)                     | —                                  | Чемпионат мира 1998                |
| 48                                 | 11 июля 1998                       | Хорватия                           | 1:2                                | —                                  | Чемпионат мира 1998                |
| 49                                 | 18 августа 1999                    | Дания                              | 0:0                                | —                                  | Товарищеский матч                  |

Итого: 49 матчей / 11 голов; 28 побед, 10 ничьих, 11 поражений.

## Достижения
- Чемпион Нидерландов: 1989, 1996
- Обладатель Кубка Нидерландов: 1992, 1995
- Обладатель Суперкубка Нидерландов: 1996, 1997
- Обладатель Кубка УЕФА: 1992, 1994